# Quintette du Hot Club de France
 Quintette Du Hot Club De France – francuski zespół jazzowy; był jedną z najwcześniejszych, a przy tym najbardziej znaczących grup jazzowych w Europie.
Członkowie zespołu:
- Django Reinhardt – gitara
- Stéphane Grappelli – skrzypce
- Louis Vola – kontrabas
- Joseph Reinhardt (brat Django) – gitara
- Roger Chaput – gitara

Zespół rozwiązał się w 1939 z powodu II wojny światowej. Później reaktywował się używając tej samej nazwy, jednak z dużymi zmianami, np. Grappelli został zastąpiony przez Huberta Rostainga grającego na klarnecie.